# Матриксная металлопротеиназа
Матриксные металлопротеиназы (MMP) — семейство внеклеточных цинк-зависимых эндопептидаз, способных разрушать все типы белков внеклеточного матрикса. Играют роль в ремоделировании тканей, ангиогенезе, пролиферации, миграции и дифференциации клеток, апоптозе, сдерживании роста опухолей. Задействованы в расщеплении мембранных рецепторов, выбросе апоптозных лигандов, таких как FAS, а также в активации и деактивации хемокинов и цитокинов.
Впервые MMP были описаны у позвоночных в 1962 году, позднее обнаружены у беспозвоночных и растений. Основные отличия MMP от других эндопептидаз — их зависимость от ионов металлов, способность разрушать структуры внеклеточного матрикса.

## Гены
| Ген    | Название                                   | Локализация             | Описание |
| MMP1   | Внутритканевая коллагеназа                 | секретируемая           | |
| MMP2   | Желатиназа-A, 72 kDa-желатиназа            | секретируемая           | |
| MMP3   | Стромелизин 1                              | секретируемая           | |
| MMP7   | Матрелизин, PUMP 1                         | секретируемая           | |
| MMP8   | Нейтрофильная коллагеназа                  | секретируемая           | |
| MMP9   | Желатиназа-B, 92 kDa-желатиназа            | секретируемая           | может играть значимую роль в местном протеолизе внеклеточного матрикса и в миграции лейкоцитов. Может участвовать в костной остеокластической резорбции. Расщепляет IV и V тип коллагена на большие С-концевые и меньшие N-концевые фрагменты. Расщепляет фибронектин, но не ламинин. |
| MMP10  | Стромелизин 2                              | секретируемая           | |
| MMP11  | Стромелизин 3                              | секретируемая           | MMP-11 более близка к MT-MMP, активируется конвертазами и секретируется обычно в ассоциации с конвертазно-активируемыми MMP. |
| MMP12  | Металлоэластаза макрофагов                 | секретируемая           | |
| MMP13  | Коллагеназа 3                              | секретируемая           | |
| MMP14  | MT1-MMP                                    | мембранно-ассоциируемая | type-I transmembrane MMP |
| MMP15  | MT2-MMP                                    | мембранно-ассоциируемая | type-I transmembrane MMP |
| MMP16  | MT3-MMP                                    | мембранно-ассоциируемая | type-I transmembrane MMP |
| MMP17  | MT4-MMP                                    | мембранно-ассоциируемая | glycosyl phosphatidylinositol-attached |
| MMP18  | Коллагеназа 4, xcol4, ксенопус-коллагеназа | -                       | Человеческих ортологов не обнаружено |
| MMP19  | RASI-1, иногда также стромелизин-4         | -                       | |
| MMP20  | Энамелизин                                 | секретируемая           | |
| MMP21  | X-MMP                                      | секретируемая           | |
| MMP23A | CA-MMP                                     | мембранно-ассоциируемая | type-II transmembrane cysteine array |
| MMP23B | -                                          | мембранно-ассоциируемая | type-II transmembrane cysteine array |
| MMP24  | MT5-MMP                                    | мембранно-ассоциируемая | type-I transmembrane MMP |
| MMP25  | MT6-MMP                                    | мембранно-ассоциируемая | glycosyl phosphatidylinositol-attached |
| MMP26  | Матрилизин-2, эндометаза                   | -                       | |
| MMP27  | MMP-22, C-MMP                              | -                       | |
| MMP28  | Эпилизин                                   | секретируемая           | Открыта в 2001 году, название получила благодаря своему обнаружению в кератиноцитах человека. В отличие от других MMP, этот фермент конститутивно экспрессирован во многих тканях. Треонин заменяет пролин в его цистеиновом переключателе (PRCGVTD).                                 |